# Lapinluoma (sjö)
Lapinluoma är en sjö i Finland. Den ligger i kommunen Kuusamo i landskapet Norra Österbotten, i den nordöstra delen av landet, 700 km norr om huvudstaden Helsingfors. Lapinluoma ligger 270,8 meter över havet. Den är 7,3 meter djup. Arean är 73,5 hektar och strandlinjen är 5,98 kilometer lång. Sjön  ingår i Ijo älvs huvudavrinningsområde. 